# Ken Livingstone

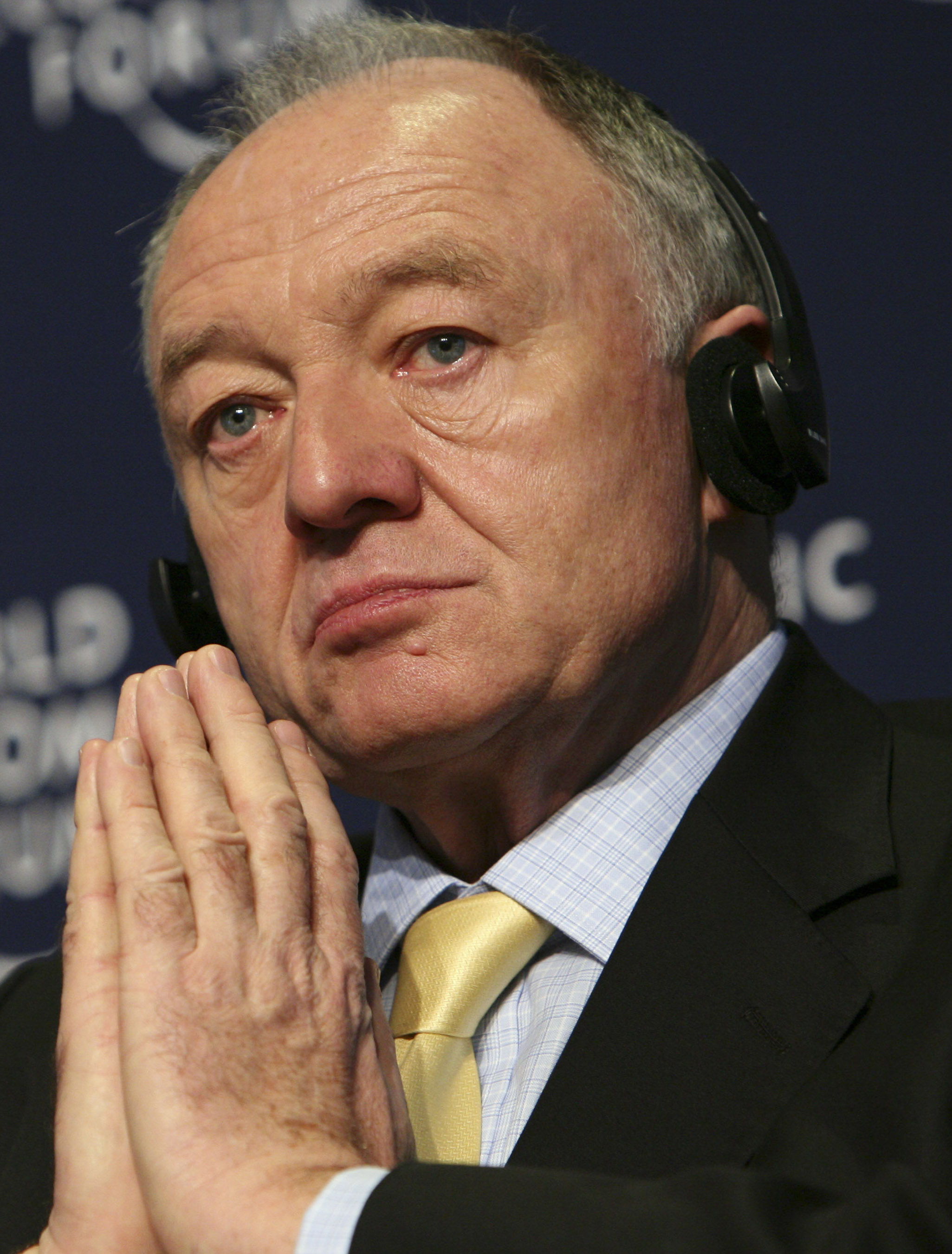
Ken Livingstone

Kenneth Robert Livingstone (Londen, 17 juni 1945) is een Engels politicus. Van 2000 tot 2008 was hij de eerste rechtstreeks gekozen burgemeester van Londen.

## Politieke carrière

### Greater London Council, Lagerhuis (1981-2001)
Livingstone werd een nationale bekendheid in Groot-Brittannië in 1981, toen hij voorzitter werd van de Greater London Council, het bestuursorgaan van de regio Groot-Londen. Hij raakte in menig conflict met de conservatieve regering van Margaret Thatcher, onder andere omdat hij Sinn Féin-leider Gerry Adams ontving en na hun gesprek zei dat volgens hem de behandeling van de Ieren de afgelopen 800 jaar slechter was geweest dan die van de Joden onder Hitler. Ook liet hij een billboard plaatsen op het dak van het gemeentehuis met de werkloosheidscijfers en riep de GLC Londen uit tot een "nuclear-free zone". De irritatie over dit optreden liep in Downing Street zo hoog op, dat de GLC in 1986 werd afgeschaft.
Ken Livingstone had inmiddels de bijnaam "Red Ken" gekregen en werd in 1987 voor de Labour Party gekozen in het Britse parlement. Ondanks zijn uitgesproken optreden speelde hij geen belangrijke rol. Labour wendde de steven onder Neil Kinnock juist meer richting het politieke midden en de linkervleugel van de partij kreeg steeds minder invloed. Livingstone was dan ook geen lid van het schaduwkabinet en vond de tijd om naast zijn werk in het parlement bij te klussen als restaurant-criticus.

### Burgemeesterschap van Londen (2000-2008)
In 1997 kwam Labour onder Tony Blair in de regering. Een van hun beloften in het verkiezingsprogramma was het instellen van een rechtstreeks gekozen burgemeester in Londen. Deze post wordt, gezien de grootte van de stad, door velen beschouwd als een van de belangrijkste posities in de Britse politiek. Livingstone werd gezien als de favoriete kandidaat en kreeg de steun van de meeste partijleden, maar de steun van kamer- en gemeenteraadsleden ging naar Blairs vertrouweling Frank Dobson, die daardoor de officiële kandidaat van Labour werd. Livingstone kondigde daarop aan als onafhankelijke aan de verkiezingen mee te doen, waarop hij uit de partij gezet werd. Op 4 mei 2000 werd hij met grote meerderheid gekozen.
Als burgemeester concentreerde Livingstone zich vooral op de vervoersproblematiek in Londen. Zo werd een belasting ingevoerd op het autorijden in de spits. De tarieven van het openbaar vervoer werden jaren bevroren. Ook in zijn positie als burgervader liet hij regelmatig van zich horen op andere terreinen. Zo noemde hij in 2003 president Bush "de grootste bedreiging voor het leven op deze planeet" en liep hij mee in marsen tegen de Irakoorlog.
In 2004 werd Livingstone weer toegelaten tot de Labour Party, die al aan zag komen dat hij herkozen zou worden. Deze verwachting kwam uit; hij versloeg zijn Conservatieve tegenkandidaat met 55% tegen 45%.
Enkele weken na zijn herverkiezing veroorzaakte hij een politieke rel door in het openbaar de fundamentalistische moslimleider Yusuf al-Qaradawi te omhelzen. In februari 2005 liepen de emoties rondom hem nog hoger op, toen hij op een receptie een journalist van de Evening Standard, zusterkrant van de Daily Mail, vergeleek met een kampbewaker in een concentratiekamp. Toen deze hem meedeelde Joods te zijn en zich beledigd te voelen, gooide Livingstone er nog een schepje bovenop. Dit werd hem door velen zeer kwalijk genomen en hij werd beschuldigd van antisemitisme. Alle oproepen excuses aan te bieden werden door hem genegeerd. In februari 2006 werd hij hierom voor vier weken als burgemeester geschorst.
Op 7 juli 2005 was hij in Singapore op het IOC-congres waar de Olympische Zomerspelen 2012 aan zijn stad werden toegewezen. Op dat moment vonden in zijn stad terroristische aanslagen plaats. Livingstone maakte grote indruk op de aanwezigen met zijn geïmproviseerde toespraak. Nadien legde hij nog meer de nadruk dan voorheen op het positief beleven van de multiculturele samenleving in Londen.
In 2008 was Livingstone voor de derde maal kandidaat voor het burgemeesterschap, maar hij verloor de verkiezingen op 1 mei van de excentrieke Conservatieve kandidaat Boris Johnson. Hij kreeg 1.028.966 stemmen tegen 1.168.738 voor Johnson. Hoewel zijn nederlaag kleiner uitviel dan het landelijke verlies van Labour bij de gemeenteraadsverkiezingen, nam hij de verantwoordelijkheid voor het verlies op zich. Livingstone was in 2012 opnieuw kandidaat voor het burgemeesterschap van Londen, maar werd andermaal door Johnson verslagen.

### Schorsing en einde Labour-lidmaatschap (2016-2018)
Livingstones politieke carrière kwam in zwaar nadat hij het in april 2016 opnam voor parlementslid Naz Shah, die in dat jaar kort geschorst werd als Labour-lid wegens het verspreiden van antisemitische uitingen op Facebook. Livingstone betrok de stelling dat Hitler, "voor hij gek werd," een pro-zionistisch beleid zou hebben gevoerd. Zijn uitspraken werden binnen en buiten Labour eveneens geïnterpreteerd als antisemitisch en leidden tot een schorsing uit de partij. Twee jaar later besloot Livingstone zelf de Labour-partij te verlaten.